# Антиох (царь орестов)
Антиох (др.-греч. Ἀντίοχος) — царь орестов  в V веке до н. э.

## Биография
В V веке до н. э. Македония представляла собой ещё непрочное государственное объединение. Верхнемакедонские племена, будучи по замечанию А. С. Шофмана, Шифмана И. Ш., формально подчинёнными царям Нижней Македонии, фактически же полагали себя независимыми от центральной власти и активно выступали против неё при любом подходящем случае. Во главе ряда македонских областей находились независимые и полузависимые местные правители. Так Орестидой в первой половине V века до н. э. управлял Антиох. Однако Вершинин Л. Р. отметил, что оресты до второй половины IV века до н. э. входили в состава Эпира.
В начале Пелопоннесской войны, в 429 году до н. э., спартанцы и их союзники под руководством Кнема предприняли поход против Акарнании, поддерживавшей афинян. Перечисляя участников этого похода, Фукидид назвал и тысячу орестов, прибывших с согласия царя Антиоха. Они, с согласия Антиоха, находились под командованием царя паравеев Ореда. Здесь же греческий историк отдельно указывает македонян, направленных Пердиккой II втайне от Афин.
По мнению Дройзена И., существует вероятность того, что регент империи Александра Македонского Пердикка, происходивший из Орестиды и «рождённый от царской крови», был потомком Антиоха.